# Temple de la renommée World Rugby
Pour les articles homonymes, voir Temple de la renommée.
Ne pas confondre avec le Temple international de la renommée du rugby.

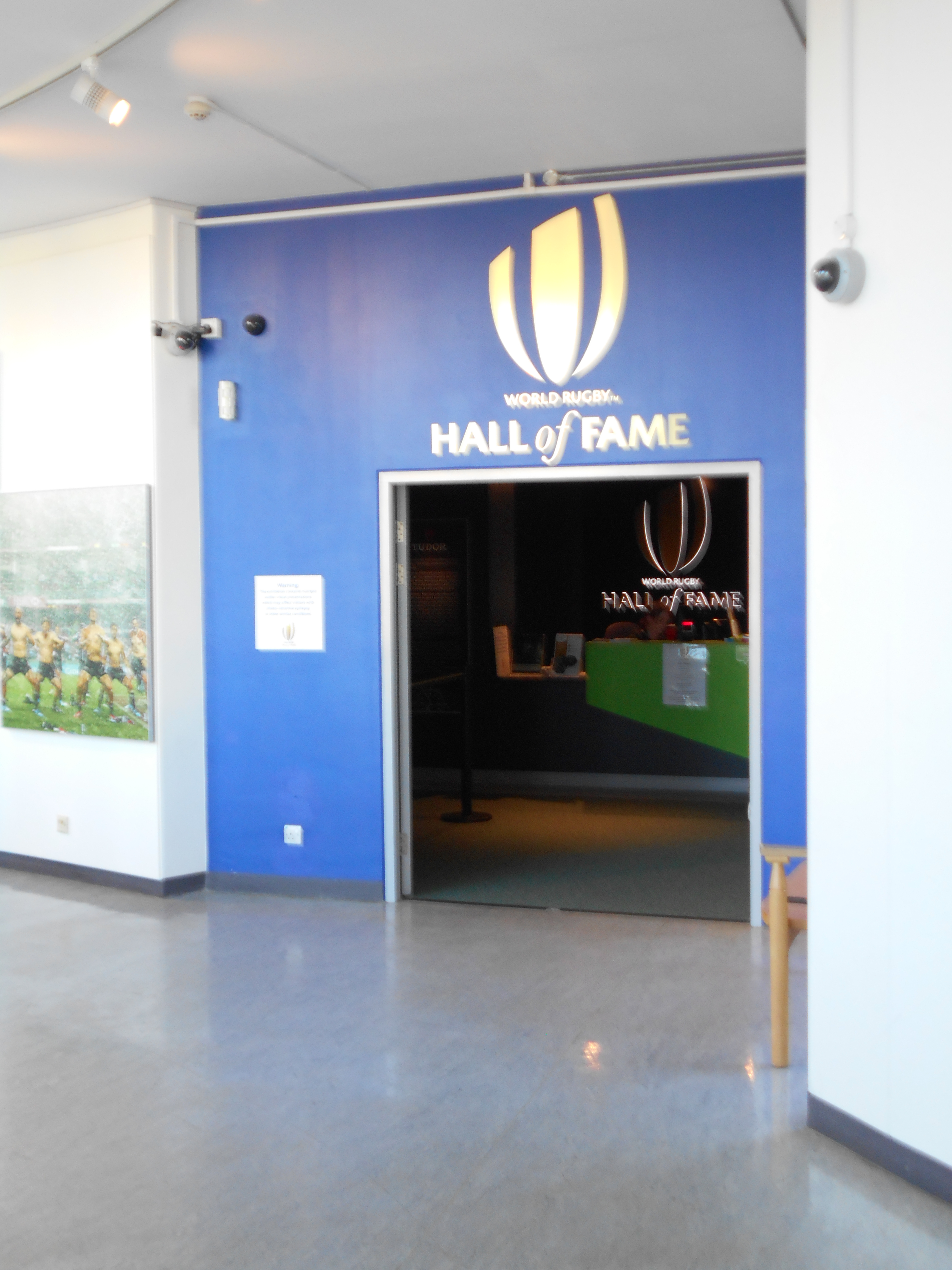
Entrée du Temple de la renommée World Rugby.

Le Temple de la renommée World Rugby (en anglais World Rugby Hall of Fame) est un temple de la renommée créé en 2006 par l'International Rugby Board, aujourd'hui World Rugby, afin d'honorer les personnes et institutions qui ont contribué au rugby à XV.
Le siège permanent du Temple de la renommée est hébergé par le Rugby Art Gallery and Museum (en), dans la ville de Rugby (Royaume-Uni), depuis novembre 2016.

## Membres

### 2006
Introduits en novembre 2006. 
- William Webb Ellis ( Angleterre)
- Rugby School ( Angleterre)

### 2007
Introduits le 21 novembre 2007. 
- Pierre de Coubertin ( France)
- Danie Craven ( Afrique du Sud)
- John Eales ( Australie)
- Gareth Edwards ( Pays de Galles)
- Wilson Whineray ( Nouvelle-Zélande)

### 2008
Introduits le 23 novembre 2008. 
- 1888-1889 New Zealand Native (en) et Joe Warbrick ( Nouvelle-Zélande)
- Jack Kyle ( Irlande)
- Melrose Rugby Football Club et Ned Haig ( Écosse)
- Hugo Porta ( Argentine)
- Philippe Sella ( France)

### 2009
Introduits le 27 octobre 2009.
- Fairy Heatlie ( Afrique du Sud et  Argentine)
- Bennie Osler ( Afrique du Sud)
- Frik du Preez ( Afrique du Sud)
- Willie-John McBride ( Irlande)
- Syd Millar ( Irlande)
- Tony O'Reilly ( Irlande)
- Bill Maclagan ( Écosse)
- Ian McGeechan ( Écosse)
- Cliff Morgan ( Pays de Galles)

### 2011
Introduits le 19 mars 2011 :
- Serge Blanco ( France)
- André Boniface ( France)
- Guy Boniface ( France)
- Lucien Mias ( France)
- Jean Prat ( France)

Introduits le 28 avril 2011 :
- Alan Rotherham (en) ( Angleterre)
- Harry Vassall (en) ( Angleterre)

Introduits le 6 mai 2011 :
- Cardiff RFC ( Pays de Galles)
- Frank Hancock ( Pays de Galles)

Introduit le 10 mai 2011 :
- Mike Gibson ( Irlande)

Introduits le 29 mai 2011 :
- Barbarian FC
- William Percy Carpmael (en) ( Angleterre)

Introduits le 24 octobre 2011 :
- Kitch Christie ( Afrique du Sud)
- Francois Pienaar ( Afrique du Sud)
- John Smit ( Afrique du Sud)
- Jake White ( Afrique du Sud)
- Martin Johnson ( Angleterre)
- John Kendall-Carpenter ( Angleterre)
- Clive Woodward ( Angleterre)
- Agustín Pichot ( Argentine)
- Bob Dwyer ( Australie)
- Nick Farr-Jones ( Australie)
- Rod Macqueen ( Australie)
- Nicholas Shehadie ( Australie)
- Roger Vanderfield (en) ( Australie)
- Gareth Rees ( Canada)
- David Kirk ( Nouvelle-Zélande)
- Richard Littlejohn (d) ( Nouvelle-Zélande)
- Brian Lochore ( Nouvelle-Zélande)
- Jonah Lomu ( Nouvelle-Zélande)
- Brian Lima ( Samoa)

### 2012
Introduit le 13 mai 2012 :
- Gordon Tietjens ( Nouvelle-Zélande)

Introduits le 26 mai 2012 :
- Ian Campbell ( Chili)
- Donald Campbell (en) ( Chili)

Introduit le 5 juin 2012 :
- Yoshihiro Sakata ( Japon)

Introduite le 6 juin 2012 :
- Équipe olympique de rugby de la Roumanie 1924 ( Roumanie)

Introduite le 1er juillet 2012 :
- Équipe olympique de rugby des États-Unis 1920 et 1924 ( États-Unis)

Introduits le 25 octobre 2012 :
- Richard Tsimba ( Zimbabwe)
- Kennedy Tsimba ( Zimbabwe).

### 2013
- Introduit le 10 janvier 2013 :
  - Alfred Hamersley ( Angleterre)
- Introduit le 28 février 2013 :
  - Vladimir Iliouchine ( Union soviétique,  Russie)
- Introduit le 23 mars 2013 :
  - Waisale Serevi ( Fidji)
- Introduits le 24 octobre 2013[2] :
  - Tom Lawton (en) ( Australie)
  - John Thornett ( Australie)
  - Ken Catchpole ( Australie)
  - Mark Ella ( Australie)
  - David Campese ( Australie)
  - George Gregan ( Australie)
  - Bob Seddon et l'équipe des Lions britanniques 1888 (en) ( Royaume-Uni)
  - David Bedell-Sivright ( Écosse)
  - Bleddyn Williams ( Pays de Galles)
  - Jack Matthews ( Pays de Galles)
  - Ronnie Dawson ( Irlande)
  - Gavin Hastings ( Écosse)

### 2014
- Introduit le 31 juillet 2014 :
  - Michael Lynagh ( Australie)
- Introduits le 21 aout 2014 :
  - Fred Allen ( Nouvelle-Zélande)
  - Don Clarke ( Nouvelle-Zélande)
  - Sean Fitzpatrick ( Nouvelle-Zélande)
  - Grant Fox ( Nouvelle-Zélande)
  - Michael Jones ( Nouvelle-Zélande)
  - Ian Kirkpatrick ( Nouvelle-Zélande)
  - Colin Meads ( Nouvelle-Zélande)
  - Terry McLean ( Nouvelle-Zélande)
  - George Nepia ( Nouvelle-Zélande)
  - John Kirwan ( Nouvelle-Zélande)
- Introduite le 17 novembre 2014 :
  - Gill Burns (en) ( Angleterre)
- Introduits le 18 novembre 2014 :
  - Bill Beaumont ( Angleterre)
  - Graham Mourie ( Nouvelle-Zélande)
  - Jason Leonard ( Angleterre)
  - Keith Wood ( Irlande)
  - Jo Maso ( France)
  - Ieuan Evans ( Pays de Galles
  - JPR Williams ( Pays de Galles)
  - Jim Greenwood (en) ( Écosse)
  - Keith Rowlands (en) ( Pays de Galles)
  - Farah Palmer ( Nouvelle-Zélande)
  - Anna Richards ( Nouvelle-Zélande)
  - Nathalie Amiel ( France)
  - Patty Jervey (en) ( États-Unis)
  - Carol Isherwood ( Angleterre)

### 2015
- Introduits le 20 septembre 2015[3] :
  - Phil Bennett ( Pays de Galles)
  - Barry John ( Pays de Galles)
  - Carwyn James ( Pays de Galles)
  - Gerald Davies ( Pays de Galles)
  - Gwyn Nicholls,  Pays de Galles
  - Mervyn Davies ( Pays de Galles)
  - John Lewis Williams ( Pays de Galles)
  - Fergus Slattery ( Irlande)
  - Basil MacLear ( Irlande)
  - Tom Kiernan ( Irlande)
  - Morné du Plessis ( Afrique du Sud)
  - Jean-Pierre Rives ( France)
  - Marcel Communeau ( France)
  - Bill McLaren ( Écosse)
  - Andy Irvine ( Écosse)
  - Naas Botha ( Afrique du Sud)
  - Danie Gerber ( Afrique du Sud)
  - Tim Horan ( Australie)
  - Tom Richards ( Australie)
  - Joost van der Westhuizen ( Afrique du Sud)
- Introduits le 3 octobre 2015 :
  - Nelson Mandela ( Afrique du Sud)[4],[5]
  - Hennie Muller ( Afrique du Sud)
  - Edgar Mobbs (en) ( Angleterre)
  - Ronald Poulton-Palmer ( Angleterre)
  - Wavell Wakefield ( Angleterre)

### 2016
- Daniel Carroll ( Australie/ États-Unis)
- Heather Moyse ( Canada)
- Margaret Alphonsi ( Angleterre)
- Lawrence Dallaglio ( Angleterre)
- Jeremy Guscott ( Angleterre)
- Jonny Wilkinson ( Angleterre)
- Brian O'Driscoll ( Irlande)
- Daisuke Ohata ( Japon)
- G.P.S. Macpherson ( Écosse)
- John Dawes ( Pays de Galles)
- Arthur Gould ( Pays de Galles)
- Shane Williams ( Pays de Galles)

### 2017
- Felipe Contepomi ( Argentine)
- Al Charron ( Canada)
- Rob Andrew ( Angleterre)
- Fabien Pelous ( France)
- Phaidra Knight ( États-Unis)

### 2018
Intronisés en 2018, :
- Liza Burgess ( Pays de Galles)
- Stephen Larkham ( Australie)
- Ronan O'Gara ( Irlande)
- Pierre Villepreux ( France)
- Bryan Williams ( Nouvelle-Zélande)

### 2019
Intronisés en 2019:
- Richie McCaw ( Nouvelle-Zélande)
- Graham Henry ( Nouvelle-Zélande)
- Shiggy Konno (en) ( Japon)
- Os du Randt ( Afrique du Sud)
- Peter Fatialofa ( Samoa)
- Diego Ormaechea ( Uruguay)

### 2021
Intronisés en 2021:
- Osea Kolinisau ( Fidji)
- Humphrey Kayange ( Kenya)
- Huriana Manuel ( Nouvelle-Zélande)
- Cheryl McAfee (en) ( Australie)
- Will Carling ( Angleterre)
- Jim Telfer ( Écosse)

### 2022
Intronisées en 2022 :
- Alice Cooper (en) ( Angleterre)
- Kathy Flores ( États-Unis)
- Sue Dorrington (en) ( Angleterre)
- Fiao'o Fa'amausili ( Nouvelle-Zélande)
- Deborah Griffin (en) ( Angleterre)
- Mary Forsyth (en) ( Angleterre)

### 2023
Intronisés en 2023 :
- The Varsity Match ( Angleterre)[11]
- Dan Carter ( Nouvelle-Zélande)[12].
- Thierry Dusautoir ( France)[12]
- George Smith ( Australie)[12]
- Juan Martín Hernández ( Argentine)[12]
- Bryan Habana ( Afrique du Sud)[12]

### 2024
Intronisés en 2024 :
- Emilee Cherry ( Australie)[13]
- DJ Forbes ( Nouvelle-Zélande)
- Sergio Parisse ( Italie)
- Donna Kennedy ( Écosse)
- Chris Laidlaw ( Nouvelle-Zélande)